# Minoritäteneinfluss
Minoritäteneinfluss (lat. minor „der Kleinere“) beschreibt den sozialen Einfluss einer Minderheit auf die Mehrheit. In der Politik, der Kunst und der Wissenschaft kann Minderheiteneinfluss Fortschritte und Erneuerungen bewirken.

## Numerische und Soziale Minderheiten
Minderheiten können zwischen numerischen und sozialen Minderheiten unterschieden werden.
Numerische Minderheiten gehören zur selben sozialen Kategorie wie die Mehrheit, vertreten aber eine andere Meinung als diese. Politiker, die eine andere Meinung bezüglich bestimmter Sachverhalte (z. B. Migrations-, Gesundheitspolitik) als die Mehrheit ihrer Kollegen vertreten, stellen zum Beispiel eine numerische Minderheit dar.
Soziale Minderheiten vertreten eine andere Meinung als die Mehrheit und gehören einer anderen sozialen Kategorie als diese an. Soziale Minderheiten sind beispielsweise Homosexuelle oder religiöse Minderheiten.
Der Einfluss numerischer Minderheiten ist stärker als der Einfluss sozialer Minderheiten. Dies konnte in mehreren Untersuchungen nachgewiesen werden.

## Verhaltensstile
Wenn die Minderheit ihren, dem von der Mehrheit abweichenden, Standpunkt konsistent und ausnahmslos vertritt, kann dies bewirken, dass die Mehrheit unsicher wird und bereit ist, ihren Standpunkt aufzugeben. Der Einfluss der Minderheit beschränkt sich nicht auf eine Verhaltensanpassung, sondern beeinflusst auch latente Urteilsprozesse und führt so zu echten Meinungs- und Urteilsänderungen. (Herkner, W. 1996, S. 463) Der latente Effekt ist stärker als der im Verhalten gezeigte Effekt. Ein latenter Effekt zeigt sich in diesem Zusammenhang dadurch, dass die Mehrheitsangehörigen durch den Minderheiteneinfluss unbewusst ihre Meinung in Richtung der Minderheitsmeinung anpassen. Moscovici, Lage und Naffrechoux (1969) bestätigen diese Hypothesen mit einem Farbexperiment und den dazugehörigen Nachuntersuchungen. (Herkner, W. 1996, S. 463). Den Versuchspersonen wurden in Gruppen blaue Dias gezeigt; in den Gruppen, in denen eine Minderheit konsistent angab, dass das Dia grün sei (obwohl es eindeutig blau war), benannte ein Teil der Versuchspersonen die Farbe des Dias als grün.
Bei einem ähnlichen Experiment von Moscovici und Lage (1976), bei dem es noch drei andere Versuchsbedingungen gab, wurde deutlich, dass ein konsistentes von der Mehrheitsmeinung abweichendes Individuum genau so wenig Einfluss auf die Mehrheit hat wie eine inkonsistente Minderheit und dass eine konsistente Minderheit genau so viel Einfluss wie eine inkonsistente Mehrheit hat. Eine Meinungsänderung auf latenter Ebene wurde nur erreicht, wenn die Mehrheit auf eine konsistente Minderheit traf. Die Angehörigen der konsistenten Minderheit wurden als urteilssicherer, aber nicht kompetenter erlebt. (Herkner, W. 1996, S. 465)
Eine konsistente Minderheit kann allerdings auch abstoßend wirken, weil sie einen Eindruck von Rigidität erweckt. In einem Farbexperiment von Nemeth, Swedlung und Kanki (1974) erreichten „kompromissbereite“ Minderheiten (im Experiment gab es eine konsistente Annäherung an das Urteil der Mehrheit) einen größeren Einfluss als eine „sture“ konsistente Minderheit.
Man kann zwischen Verhaltensstil und Verhandlungsstil unterscheiden. Der Verhaltensstil kann konsistent oder inkonsistent sein. Beim konsistenten Verhaltensstil vertritt man im Gegensatz zum inkonsistenten Verhaltensstil ausnahmslos eine Meinung. Der Verhandlungsstil kann flexibel oder rigid sein. Ein rigider Verhandlungsstil ist durch das Beharren auf einem extremen Standpunkt ohne Zugeständnisse gezeichnet. Ein flexibler Verhandlungsstil ist kompromissbereiter und gemäßigter als ein rigider Verhandlungsstil. Nicht immer, aber häufig war eine konsistente-flexible Minderheit einflussreicher als eine konsistent-rigide. Rigidität kann keine Änderung einer direkt angesprochenen Meinung bewirken, aber auf verwandte Einstellungen Einfluss nehmen. (Herkner, W. 1996, S. 466)
Bei hoher Gruppenkohäsion (der Gesamtgruppe) ist der Einfluss der Minderheitsangehörigen auf die Mehrheitsangehörigen größer als bei niedriger Gruppenkohäsion. Eine hohe Gruppenkohäsion wird darüber gemessen, dass sich die Mitglieder einer Gruppe gegenseitig positiv beurteilen.

## Konversionstheorie
Moscovicis Konversionstheorie versucht zu erklären, warum eine Mehrheit nur eine oberflächliche  Verhaltensanpassung bewirkt und eine Minderheit eine echte Einstellungsänderung bewirkt. Nach dieser Theorie löst die Mehrheitsmeinung einen interpersonellen zu sozialen Vergleichsprozessen führenden Konflikt aus, der zu einer oberflächlichen Verhaltensanpassung führt. Dies geschehe ohne tieferes Nachdenken über das sachliche Problem. Die Minderheitsmeinung führe zu einem kognitiven Konflikt, der einen Validierungsprozess auslöst. Dies bedeute, dass man darüber nachdenkt, welcher Standpunkt der richtige ist und dabei entwickelte Argumente und Gegenargumente in Bezug auf die Meinung der Minderheit gegeneinander abwägt. Je stärker der kognitive Konflikt ist, desto wahrscheinlicher sei eine Änderung der Einstellung in Richtung der Minderheitsmeinung.

### Zur Konversionstheorie in Widerspruch stehende Erkenntnisse
Untersuchungsergebnisse Mackies (1987) widersprechen Moscovicis Konversionstheorie. Die Konversionstheorie besagt, dass gerade Minderheiteneinfluss eine gründliche Informationsverarbeitung auslöst. Die Untersuchungsergebnisse von Mackie belegen, dass vor allem Mehrheitsmeinungen gründlich verarbeitet werden. In ihrer Untersuchung operationalisierte sie Variablen wie Konfliktstärke und Qualität der Argumente. Die Mehrheit stellt die Meinung, die am wahrscheinlichsten zutrifft, und eine positive Identifikation dar. Dadurch kommt es zu einer gründlichen Informationsverarbeitung der Mehrheitsmeinung. Wenn dieselbe Meinung von einer Minderheit stammt, findet sie nur wenig Beachtung. Voraussetzungen für eine gründliche Informationsverarbeitung sind, dass der Empfänger über die notwendige Fähigkeit und Motivation zur Verarbeitung der Information verfügt und die Qualität der Argumente hoch ist.

## Theorie Mullens
Diese Theorie thematisiert Unterschiede im Verhalten und Erleben von Mehrheits- und Minderheitsangehörigen. Das Verhältnis der Größe der Teilgruppe (Minderheit oder Mehrheit), der man nicht angehört, zur Gesamtgruppe (Other-Total-Ratio) ist der entscheidende Faktor für die Ausprägung der Selbstaufmerksamkeit und der Verhaltenskontrolle bei Minderheits- und Mehrheitsangehörigen. Die Theorie besagt, dass die Selbstaufmerksamkeit und die Kontrolle des eigenen Verhaltens von Minderheitsangehörigen steigt, je größer die Mehrheit im Vergleich zur Minderheit ist. Die Selbstaufmerksamkeit und die Kontrolle des eigenen Verhaltens von Mehrheitsangehörigen sinkt, je kleiner die Minderheit im Vergleich zur Mehrheit ist. Außerdem konnte nachgewiesen werden, dass die Bereitschaft zu sozial erwünschtem Verhalten wie Konformität und Altruismus bei Minderheitsangehörigen steigt, je kleiner die Minderheit im Verhältnis zur Mehrheit ist und dass die Bereitschaft zu sozial unerwünschtem Verhalten wie Faulheit und Aggressivität bei Mehrheitsangehörigen steigt, je größer die Mehrheit im Vergleich zur Minderheit ist.
Zwei Beispiele:
Trifft eine Minderheit, die zum Beispiel aus fünf Personen besteht, auf eine Mehrheit, die aus fünfzehn Personen besteht, ist bei den Minderheitsangehörigen eine höhere Selbstaufmerksamkeit, ein kontrollierteres eigenes Verhalten und eine höhere Bereitschaft zu sozial erwünschtem Verhalten zu beobachten, als wenn die Mehrheit aus nur zehn Personen bestehen würde.
Trifft eine Mehrheit, die zum Beispiel aus zwölf Personen besteht, auf eine Minderheit, die aus vier Personen besteht, ist bei den Mehrheitsangehörigen eine geringere Selbstaufmerksamkeit, ein unkontrollierteres eigenes Verhalten und eine höhere Bereitschaft zu sozial unerwünschtem Verhalten zu beobachten, als wenn die Minderheit aus sieben Personen bestehen würde.